# ジノ・デラフォース
ジノ・デラフォース (Geno Delafose, 1972年2月6日 - ) は、米国ルイジアナ州ユーニス出身のザディコのアコーディオン奏者、シンガー。いわゆる「ヌーヴォー・ザディコ」と称されるサウンドを作り上げた若手世代のミュージシャンのひとりである。彼のサウンドは、伝統的なクレオールのルーツに根ざし、ケイジャン、カントリー&ウェスタンなどの影響が色濃いのが特徴的。彼の父親は、著名なアコーディオン奏者のジョン・デラフォースである。

## 来歴
ジノは、ルイジアナ州ユーニスに生まれ育った。7歳のとき、父親のバンド、ユーニス・プレイボーイズに加入し、父親が1994年に亡くなるまで活動をともにした。加入当初はラブボードを担当していたが、のちにドラムスに転向し、そして1990年代初頭にはアコーディオンを手にするようになった。
1994年、ラウンダー・レコードよりアルバムFrench Rockin' Boogieでデビューを果たした。このアルバムのバックは、ユーニス・プレイボーイズのメンバーが務めた。デビュー作のタイトルは、彼のバンド名にもなった。彼は、同レーベルからあと2枚のアルバムをリリースした後、タイムズ・スクエア・レーベルに移籍、2003年にEverybody's Dancin'、2007年にはLe Cowboy Creoleをリリースしている。
また、ジノは2004年のヴァンガード・レーベルからリリースされたコンピレーション・アルバム Creole Bred: A Tribute to Creole & Zydecoにも参加している。2007年、グラミー賞に新設されたケイジャン/ザディコ・アルバム賞に彼のLe Cowboy Creoleがノミネートされた。
現在、彼はユーニス近郊のデュラルドに住み、音楽活動とは別に自身の牧場、ダブルDランチを経営し、牛や馬の飼育もしている。また、毎年ファンを牧場に招き、ファン感謝パーティーを開催している。

## ディスコグラフィー
- 1994年 French Rockin' Boogie (Rounder)
- 1996年 That's What I'm Talkin' About! (Rounder)
- 1998年 La Chanson Perdue (Rounder)
- 2003年 Everybody's Dancin' (Times Square)
- 2007年 Le Cowboy Creole (Times Square)